# Feria Dominical de Huancayo
La Feria Dominical de Huancayo es una feria que se realiza todos los domingos en la ciudad de Huancayo, Perú. Ocupa varias cuadras de la Avenida Huancavelica de esa ciudad desde tempranas horas hasta la caída de la noche. Se considera la principal actividad ferial de la ciudad, del departamento de Junín y de la región centro del país. 

## Historia
Si bien se desconoce la fecha exacta de inicio de la celebración de la feria, se considera debido a algunas menciones en diversos documentos históricos que la misma resultaría contemporánea con la fundación de la ciudad de Huancayo como pueblo de indios realizada a mediados del siglo XVI. Aunque es posible que el comercio prehispánico ya se realizara en esta localidad con anterioridad por su ubicación en la que confluían rutas de arrieros y comerciantes. También se señala que cada domingo se realizaba en la "plaza de la iglesia nueva" que vendría a ser la actual Plaza Constitución una verdadera feria que convocaba de 3 a 4 mil personas y que esta habría sido introducida desde el año 1822 con motivo del acantonamiento del Ejército Real en esta ciudad. En efecto, se tiene conocimiento que José de Canterac durante la guerra de independencia del Perú decidió acantonar en Huancayo generando un gran movimiento comercial.  
Ya durante el siglo XIX, la feria se realizó con regularidad en la Calle Real, vía principal de la ciudad, debido a la gran cantidad de establecimientos comerciales de la misma. Nicolás Matayoshi recuerda que esa vía forma parte del camino real de los Incas por lo que la misma tiene una importancia propia con independencia de su movimiento comercial. En el siglo XIX, Huancayo era descrito como una calle principal ancha y larga, donde se daba la feria, famosa hasta nuestros días, que estaba rodeada de buenas casas y comercios.
José María Arguedas señala, en su "Estudio Etnográfico de la Feria de Huancayo" que los comerciantes tenían ya establecidas las ubicaciones en la vía conforme a su mercancía.

Segunda Cuadra: Al este 25 puestos de zapatos, al oeste muebles de eucalipto y maderas de montaña.

Tercera Cuadra: Al este, 37 puestos de zapatos, 17 puestos de sombreros hechos a mano en el pueblo de Cajas, 17 puestos de mantas de Hualhuas.

Cuarta Cuadra: Al este 8 puestos de tejidos de Puno; 12 puestos de objetos de filigrana de San Jerónimo. En algunos puestos se vendían también aretes y otras prendas de fantasía. Al oeste, 18 puestos de tejido de lana, chullos, fajas de Concepción y Viques, medias, matas, bolsas, gorros, chompas, algunas guitarras y frazadas de Ayacucho.

Quinta Cuadra: 118 puestos de ropa hecha; 6 puestos de chifleros; rondines, tijeras y botones, entre otros artículos de menor importancia.

Sexta Cuadra: 70 puestos de ropa hecha.

Séptima Cuadra: 108 puestos de ropa hecha.

Octava Cuadra: 20 puestos de sombreros para hombres.

Novena Cuadra: 24 puestos de ropa hecha.

Decima Cuadra: Puestos de herramientas de labranzas hechas en fragua y de fabricación industrial.

Undécima Cuadra: Comestible de toda especie ordenada en cuatro filas.

Duodécima Cuadra: En esta cuadra se vendía en mayor proporción maíz, y papas y habas.

Esta narración hace evidente el carácter comercial y panmercantil de la feria que no sólo se dedicó al comercio de los bienes producidos en la zona sino que atraía a productores de todo tipo de bienes, situación que se mantiene hasta la actualidad. Constituía también un evento social en la ciudad ya que a la feria acudían no sólo compradores sino los notables de la ciudad y sus familiares que la recorrían luego de la misa dominical.
La feria se realizó en la Calle Real hasta fines del siglo XX siendo que en los años 1980 se dispuso su traslado a la Avenida Huancavelica, la segunda vía en importancia de la ciudad.